# Liste des aéroports en Océanie
Cet article dresse la liste non exhaustive des aéroports en Océanie.

## Nouvelle-Zélande
- Aéroport d'Auckland
- Aéroport international de Christchurch
- Aéroport international de Wellington
- Aéroport international de Queenstown
- Aéroport de Nelson (en)
- Aéroport international de Dunedin
- Aéroport de Napier (en)
- Aéroport de Palmerston North (en)
- Aéroport de New Plymouth (en)
- Aéroport de Tauranga (en)
- Aéroport de Hamilton
- Aéroport de Blenheim-Woodbourne (en)
- Aéroport de Invercargill (en)
- Aéroport de Rotorua

### Carte
| \| 50 km1:2 365 000 \| Kapiti Auckland Wellington Chatham · Tuuta Christchurch Dunedin Gisborne Great Barrier Greymouth Hamilton Hokitika Invercargill Kaikoura Kaitaia Kerikeri Nelson New Plymouth North Shore Palmerston North Picton Queenstown Timaru Rotorua Stewart Takaka Taupo Tauranga Wanaka Westport Whakatane Whanganui Whangarei Whitianga Woodbourne |
| 50 km1:2 365 000 |

## Polynésie française
La Polynésie Française compte un aéroport international :
- Aéroport international de Tahiti-Faaa

Elle compte également plusieurs aérodromes dans les îles, desservis au départ de Tahiti par la compagnie Air Tahiti :
- Ahe
- Anaa
- Arutua
- Hiva Oa-Atuona
- Bora-Bora
- Fakarava
- Hao
- Huahine
- Kaukura
- Makemo
- Manihi
- Mataiva
- Maupiti
- Moorea - Temae
- Niau
- Nuku Hiva
- Raiatea
- Raivavae
- Rangiroa
- Rarotonga-Avarua
- Rimatara
- Rurutu
- Takaroa
- Tatakoto
- Tikehau
- Mangareva-Totegegie
- Tubuai

### Carte
| Nengo-Nengo Marutea-Sud Nukutepipi Ahe Anaa Apataki Arutua Hiva Oa Bora-Bora Tahiti-Fa'a'ā Faaite Fakarava Fangatau Hao Fakahina Hikueru Huahine Kaukura Katiu Kauehi Makemo Manihi Mataiva Maupiti Moorea Napuka Niau Nuku Hiva Nukutavake Puka-Puka Pukarua Raiatea Raivavae Rangiroa Raroia Reao Rimatara Rurutu Takapoto Takaroa Takume Tatakoto Tikehau Totegegie Tubuai Tureia Ua Huka Ua Pou Vahitahi |

## Nouvelle-Calédonie
Sur le même modèle que la Polynésie, la Nouvelle Calédonie compte un aéroport international :
- Aéroport international de Nouméa-La Tontouta

Elle abrite également des aérodromes plus petits :
- Aéroport de Magenta à Nouméa, base de la compagnie Air Calédonie à partir duquel elle dessert les suivants :
- Aérodrome de Mou
- Aérodrome d'Ouloup
- Aérodrome de Lifou-Wanaham
- Aérodrome de La Roche
- Aérodrome de Koné

## Vanuatu
- Aéroport international Bauerfield (Port-Vila)
- Aéroport de Santo-Pekoa
- Aérodrome de Gaua
- Aérodrome d'Anatom

### Carte
| Gaua Santo-Pekoa Port-Vila Anatom Aniwa Craig Cove Dillon's Bay Futuna Ipota Lamen Bay Longana Lonorore Maewo-Naone Malekoula Mota Lava Norsup Olpoi Paama Palikulo Bay Port Havannah Redcliffe Sara Siwo South West Bay Tongoa Torres Ulei Valesdir Vanua Lava Walaha Whitegrass |

## Fidji
- Aéroport international de Nadi
- Aéroport de Suva-Nausori
- Piste d'aviation de Levuka
- Aérodrome de Koro
- Aérodrome de Labasa
- Aérodrome de Matei
- Aérodrome de Lakeba

### Carte
| Cicia Gau Koro Labasa Lakeba Levuka Malolo Mana Matei Moala Nadi Suva Rotuma Savusavu Vanuabalavu Vunisea Yasawa |

## Nauru
Nauru ne compte qu'un seul aéroport :
- Aéroport international de Nauru

## Îles Salomon
- Aéroport international de Honiara

### Carte
| Afutara Auki Balalae Bellona Choiseul Fera Gatokae Honiara Kaghau Kirakira Marau Mbambanakira Mono Munda Nusatupe Ramata Rennell Santa Ana Santa Cruz Seghe Suavanao Ulawa Uru Harbour Yandina |

## Papouasie-Nouvelle-Guinée
- Aéroport de Port Moresby-Jacksons
- Aéroport de Rabaul
- Aérodrome d'Alotau
- Aérodrome de Buka
- Aérodrome de Daru
- Aérodrome de Goroka
- Aérodrome de Kiunga
- Aérodrome de Kundiawa
- Aérodrome de Mendi
- Aérodrome de Popondetta
- Aérodrome de Tari
- Aérodrome de Vanimo

### Carte
| Alotau Awaba Baimuru Balimo Bosset Buka Bulolo Daru Efogi Fane Goroka Hoskins Itokama Kagi Kamusi Kavieng Kerema Kikori Kiunga, Kokoda Lihir Kundiawa Lae Lac Murray Lorengau Losuia Madang Manari Mendi Milei Île Misima Moro Mount Hagen Nomad River Obo Ononge Popondetta Port Moresby Rabaul Sasereme Suki Tabubil Tapini Tari Tufi Vanimo Wabo Wanigela Wapenamanda Wewak Wipim Woitape |

## États fédérés de Micronésie
- Aéroport international de Chuuk
- Aéroport international de Pohnpei

## Palaos
- Aéroport international Roman-Tmetuchl
- Aérodrome de Peleliu
- Piste d'atterrissage d'Angaur

## Tonga
- Aéroport international Fuaʻamotu
- Aéroport de Niuatoputapu
- Aéroport de Vavaʻu
- Aéroport d'Eua

### Carte
| Vavaʻu Fuaʻamotu Niuatoputapu ʻEua Lifuka Niuafoʻou |

## Kiribati
- Aéroport international de Bonriki
- Aéroport international Cassidy
- Aérodrome de Butaritari
- Aérodrome de Makin
- Aérodrome d'Abaiang
- Aérodrome d'Aranuka
- Aérodrome de Tabiteuea-Nord
- Aérodrome de Tabiteuea-Sud
- Aérodrome de Tamana
- Aérodrome de Canton
- Aérodrome de Teraina
- Aérodrome de Tabuaeran

### Carte
| Abaiang Abemama Aranuka Arorae Beru Bonriki Butaritari Canton Cassidy Kuria Maiana Makin Nonouti Tabiteuea-Nord Tabiteuea-Sud Tamana Teraina Tabuaeran Marakei Nikunau |